# Hémorragie de Benckiser
L'hémorragie de Benckiser est une hémorragie fœtale consécutive à la rupture d'un ou plusieurs vaisseaux dont l'insertion est anormale (vélamenteuse et praevia), survenant le plus souvent lors de la rupture des membranes. C'est une maladie rare (entre 1/1275 et 1/5000 naissances) mais grave (taux de mortalité fœtale de 75 à 100 %).

## Mécanisme
L'hémorragie de Benckiser est provoquée par la rupture d'un vaisseau ombilical d'insertion vélamenteuse. La déchirure du vaisseau peut être la conséquence de la rupture spontanée ou artificielle des membranes ou survenir ultérieurement lorsque la progression de la tête fœtale agrandit l'orifice membranaire.

## Facteurs de risque
Il n'y a pas d'hémorragie de Benckiser sans vaisseau d'insertion vélamenteuse. Les facteurs de risque de cette insertion anormale sont les grossesses multiples, l'insertion basse du placenta, le placenta bi-partita ou placenta présentant un cotylédon aberrant.

## Clinique
L'hémorragie de Benckiser se caractérise par une hémorragie génitale indolore sans altération de l'état maternel associée à une souffrance fœtale aiguë (traduite par une altération du rythme cardiaque fœtal). En effet l'hémorragie est directement issue de la circulation foetale et ne concerne que celle-ci. Ce qui explique le risque important de mort foetale in utéro, mais aussi l'excellente tolérance maternelle.

## Traitement
Le seul traitement est l'extraction fœtale par césarienne en urgence, puis une réanimation néonatale avec transfusion pour compenser les pertes sanguines de l'enfant. L'extraction rapide ne préserve pas toujours du décès ou des séquelles de l'enfant.

## Prévention
L'échographie avec doppler à codage couleur permet parfois d'en faire le diagnostic pendant la grossesse. Rarement, le toucher vaginal au cours du travail permet de palper les vaisseaux sur les membranes intactes.

## Sources
- Hémorragie de Benckiser, Journal de Gynécologie Obstétrique et Biologie de la Reproduction